# Военно престъпление
 Тази статия е за престъпленията по време на война.  За американския телевизионен сериал вижте Военни престъпления (сериал).  
Военните престъпления са престъпления по време на война, които са наказуеми, според международното право. Те включват нарушения на законите за водене на война, извършени както от военни, така и от цивилни лица. Всички нарушения на законите за водене на война в междудържавни конфликти са военни престъпления, докато нарушенията при вътрешни конфликти обикновено попадат под местната юрисдикция. Военните престъпления са дефинирани първоначално с Хагската конвенция от 1899.
Член 8 от Римския статут дефинира военните престъпления като тежки нарушения на Женевските конвенции (Женевска конвенция за отношението към военнопленниците, Женевска конвенция за защита на гражданските лица по време на война) от 12 август 1949 г.
Според Статута военните престъпления включват, но без да се ограничават до:
- „преднамерено убийство“ (член 8)(2)(а)(i)
- „мъчение“ (член 8)(2)(а)(ii-1)
- „нечовешко отношение“ (член 8)(2)(а)(ii-2)
- „включване в биологични експерименти“ (член 8)(2)(а)(ii-3)
- „умишлено причиняване на големи страдания“ (член 8)(2)(а)(iii)
- „разрушаване и присвояване на имущество“ (член 8)(2)(а)(iv)
- „отказ на честен съдебен процес“ (член 8)(2)(а)(vi)
- „незаконна депортация и преместване“ (член 8)(2)(а)(vii) -1)
- „незаконно затваряне“ (член 8)(2)(а)(viii)-2)
- „вземане на заложници“ (член 8)(2)(а)(viii)
- „нападение на цивилни“ (член 8)(2)(b)(i)
- „нападение на цивилни обекти“ (член 8)(2)(b)(ii)
- „прекомерни смърт, нараняване и щети при инциденти“ (член 8)(2)(b)(iv)
- „нападение срещу незащитени места“ (член 8)(2)(b)(v)
- „убийство или нараняване на лице извън боя“ (член 8)(2)(b)(vi)
- „осакатяване“ (член 8)(2)(b)(x)-1)
- „унищожаване или завладяване на собственост на противника“ (член 8)(2)(b)(xiii)
- „лишаване от права на хора от националността на противника“ (член 8)(2)(b)(xiv)
- „използване на отрови и отровни оръжия“ (член 8)(2)(b)(xvii)
- „използване на забранени куршуми“ (член 8)(2)(b)(xix)
- „оскърбяване на личното достойнство“ (член 8)(2)(b)(xxi)
- „използване на глад като метод за война“ (член 8)(2)(b)(xxv)
- „убийство“ (член 8)(2)(c)(i) ?1)
- „жестоко отношение“ (член 8)(2)(c)(i)-3)